# Leslie Leiserowitz
Leslie Leiserowitz (em hebraico:  לסלי ליזרוביץ; Joanesburgo, 1934) é um químico e cristalografista israelense.
Leiserowitz estudou engenharia elétrica na Universidade da Cidade do Cabo com um diploma de bacharel e, em seguida, trabalhou brevemente como engenheiro eletricista e recebeu o título de mestre em física (cristalografia de raios-X), orientado por Reginald William James. Em 1959 ingressou no Departamento de Cristalografia de Raios-X do Instituto Weizmann de Ciência sob a orientação de Gerhard Schmidt, um aluno de Dorothy Crowfoot Hodgkin. O grupo do Instituto Weizmann tem reputação internacional em química do estado sólido. De 1966 a 1968 ele montou o Departamento de Cristalografia de Raios-X de Química Orgânica na Universidade de Heidelberg, a convite de Heinz Staab. Lá, desenvolveu e instalou programas de computador usando o método direto dos ganhadores do Prêmio Nobel Herbert Hauptman e Jerome Karle.
De volta ao Instituto Weizmann, Leiserowitz trabalhou na síntese de moléculas para a investigação de várias interações moleculares usando cristalografia de raios-X (engenharia de cristal). Em colaboração com cientistas dinamarqueses, também usou difração de raios-X para investigar filmes moleculares finos com radiação síncrotron no DESY em Hamburgo.
Ele e Meir Lahav trabalham juntos há muitos anos no controle estereoquímico da formação e do crescimento de cristais com impurezas específicas.
Também atua na pesquisa da malária, estudando patógenos da malária usando microscopia de raios-X (imagens de fluorescência do ferro após a exposição de raios-X em células vermelhas do sangue infectadas) e estudando drogas antimaláricas, como compostos de quinolina. O patógeno da malária decompõe a hemoglobina, produzindo um heme venenoso que se fixa nos cristais de hemozoína. As quinolinas impedem o crescimento dos cristais de hemozoína. Leiserowitz e Ronit Buller modelaram o crescimento dos cristais de hemozoína usando simulação computacional e descobriram que suas superfícies de cristal eram ideais para o encaixe das quinolinas. Isso explicou a ação de certos agentes antimaláricos e deu orientações para um projeto aprimorado de medicamentos.
Em 1987 recebeu a Medalha e Dissertação Prelog, em 2002 o Prêmio Gregori Aminoff junto com Meir Lahav, o Prêmio Israel em 2016, o Prêmio EMET em 2018 e o Prêmio Wolf de Química em 2021 juntamente com Meir Lahav. Em 1997 Leiserowitz foi eleito membro da Academia Leopoldina.

## Publicações
- Addadi, L.; Berkovitch-Yellin, Z.; Domb, N.; Gati, E.; Lahav, M.; Leiserowitz, L. (1982). «Resolution of conglomerates by stereoselective habit modifications». Nature. 296 (5852): 21–26. Bibcode:1982Natur.296...21A. doi:10.1038/296021a0
- Berkovitch-Yellin, Z.; Addadi, L.; Idelson, M.; Leiserowitz, L.; Lahav, M. (1982). «Absolute configuration of chiral polar crystals». Nature. 296 (5852): 27–34. Bibcode:1982Natur.296...27B. doi:10.1038/296027a0
- VAIDA, M.; SHIMON, L. J. W.; WEISINGER-LEWIN, Y.; FROLOW, F.; LAHAV, M.; LEISEROWITZ, L.; MCMULLAN, R. K. (16 de setembro de 1988). «The Structure and Symmetry of Crystalline Solid Solutions: A General Revision». Science. 241 (4872): 1475–1479. Bibcode:1988Sci...241.1475V. PMID 17790041. doi:10.1126/science.241.4872.1475
- Vaida, M.; Shimon, L. J. W.; Van Mil, J.; Ernst-Cabrera, K.; Addadi, L.; Leiserowitz, L.; Lahav, M. (1989). «Absolute asymmetric photochemistry using centrosymmetric single crystals. The host/guest system (E)-cinnamamide/E-cinnamic acid». Journal of the American Chemical Society. 111 (3): 1029–1034. doi:10.1021/ja00185a036
- WEISSBUCH, I.; ADDADI, L.; LEISEROWITZ, L. (9 de agosto de 1991). «Molecular Recognition at Crystal Interfaces». Science. 253 (5020): 637–645. Bibcode:1991Sci...253..637W. PMID 17772367. doi:10.1126/science.253.5020.637
- Weissbuch, Isabelle; Lahav, Meir; Leiserowitz, Leslie (2003). «Toward Stereochemical Control, Monitoring, and Understanding of Crystal Nucleation». Crystal Growth & Design. 3 (2): 125–150. doi:10.1021/cg0200560